# Макаров-Ракитин, Константин Дмитриевич
Константин Дмитриевич Макаров-Ракитин (1912—1941) — советский композитор и педагог. Первый муж поэтессы Маргариты Алигер.

## Биография
Родился 20 мая (2 июня) 1912 года в городе Александровск-Грушевский (ныне город Шахты Ростовской области). Рос в детдоме. Был усыновлён педагогом Н. Ракитиной. В 1928—1930 годах учился в музыкальной школе Ростова-на-Дону по классу фортепиано у своей приёмной матери. В 1935 году окончил Московскую консерваторию по классу композиции Н. Я. Мясковского. Учился у него же в аспирантуре. В 1937 году окончил аспирантуру, до 1939 года был ассистентом Мясковского. В 1940 году служил в рядах Ансамбля песни и пляски Московского военного округа. После начала Великой Отечественной войны ушёл добровольцем на фронт. Погиб 3 сентября 1941 года в бою под Ярцевом.

## Творчество
Макаров-Ракитин написал ряд музыкальных произведений, среди которых опера «Невеста солдата» (по повести «Шёл солдат с фронта» Катаева, 1940), симфония (1936), концерт для фортепиано с оркестром (1937); камерно-инструментальные ансамбли, две сонаты для фортепиано (1932). Писал романсы на стихи А. С. Пушкина, своей супруги М. И. Алигер, И. Л. Сельвинского. Также писал музыку к спектаклям драматического театра и к фильмам, занимался обработкой народных песен. Музыкальная энциклопедия отмечала, что «сочинения Макарова-Ракитина отличаются мелодичностью, яркостью».

## Семья
В 1937 году женился на поэтессе Маргарите Алигер (1915—1992). В браке у них родился родились сын Дмитрий (1937—1938, умер во младенчестве) и дочь Татьяна (1940—1974), впоследствии — поэтесса и переводчик, умершая от лейкемии. Внучка (дочь Татьяны) — Анастасия Коваленкова (род. 1967), художница.

## Память
Имя Константина Макарова-Ракитина, наряду с другими погибшими воинами-музыкантами, высечено на памятной доске в Доме композиторов. После окончания войны вдова Макарова-Ракитина передала часть его рукописей Союзу композиторов СССР. После того как в Союзе композиторов была создана комиссия по творческому наследию погибших, возглавляемая Виктором Белым, начались поиски оставшихся рукописей. В частности, были найдены фортепианный концерт, опера «Невеста солдата» по повести В. Катаева «Я сын трудового народа», фортепианная пьеса «Дон Кихот и Дульцинея» и написанный в студенческие годы струнный квартет.